# Carl James Joseph
Carl James Joseph (nacido c. 1961), apodado Jesus Guy («Chico Jesús»), es un predicador itinerante estadounidense. Tras dejar su trabajo corporativo en 1991, comenzó a recorrer a pie Estados Unidos y el extranjero. Desde 2010 reside en Tierra Santa y, desde aproximadamente 2015, reside en la Iglesia del Santo Sepulcro en Jerusalén.

## Primeros años
Carl James Joseph nació alrededor de 1961, hijo de Louis y Bette Joseph, en Detroit, Míchigan, y se mudó a Toledo (Ohio) de niño. Aunque creció en una familia no religiosa, asistió a la Escuela Primaria Católica Gesu. A los doce años, él y su hermano mayor se bautizaron como católicos. Tras asistir a la Escuela Secundaria Jesuita St. John's durante tres años, Joseph se graduó de la Escuela Secundaria Bowsher en 1978. Recibió la confirmación un año después.

## Vida itinerante

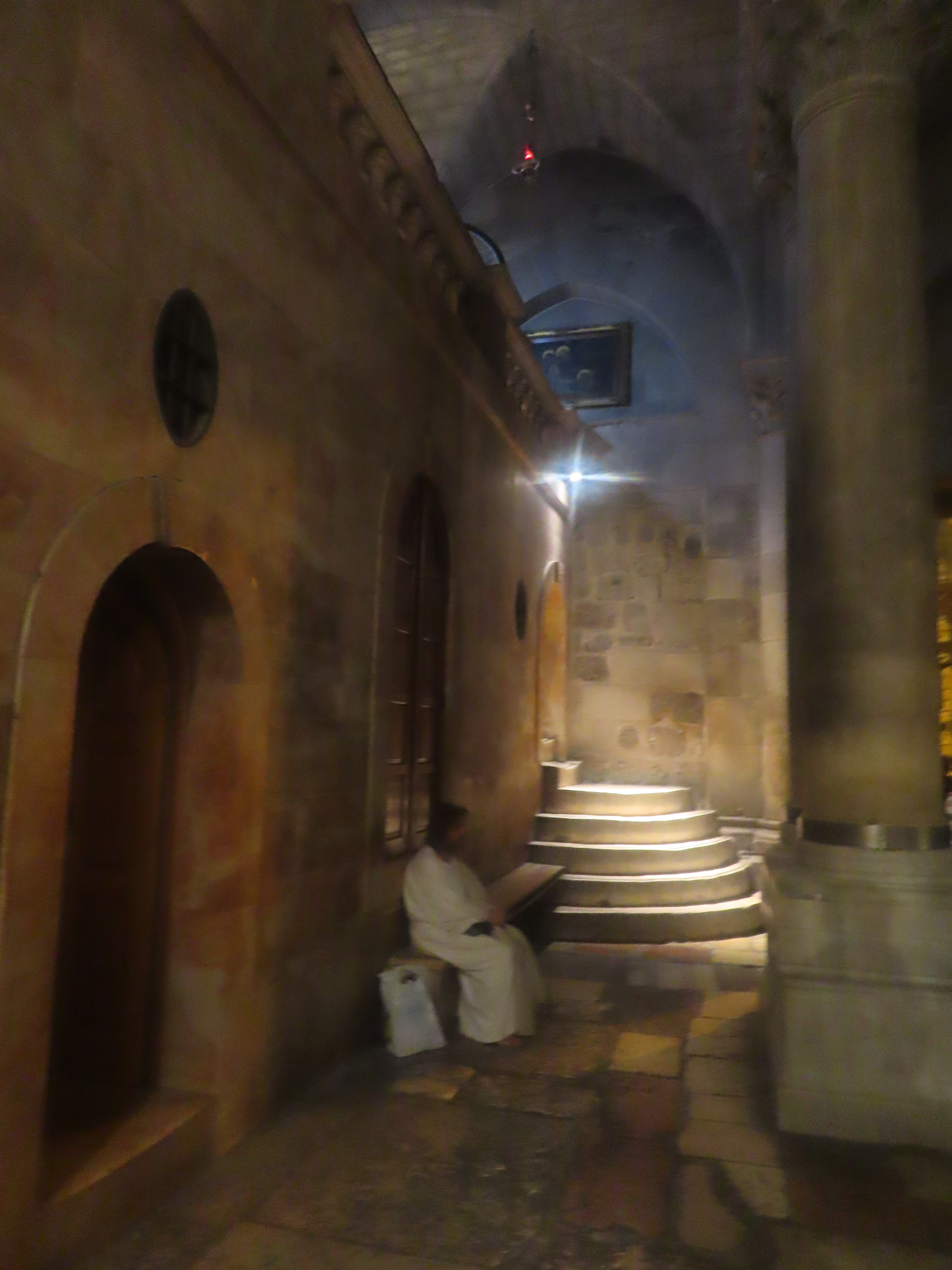
Joseph sentado en la Iglesia del Santo Sepulcro en 2019.

Tras encontrar agobiante su trabajo de oficina en una organización cristiana de la ciudad de Nueva York, Joseph comenzó a vivir como un errante en mayo de 1991. Descalzo y con una túnica blanca, comenzó a vagar por Estados Unidos, México y otros países. En 1999, fue deportado de México tras la preocupación de las autoridades por las grandes multitudes que lo seguían. Fue arrestado el 29 de agosto de 1999 en Greenfield (Ohio), por alteración del orden público. Mientras predicaba en una acera, la multitud se desbordó hacia la calle; cuando la policía le pidió que se moviera, se negó. En octubre de 1999, llegó a la región carbonífera de Pensilvania, donde la revista Time informó sobre él, llamándolo el Appalachian Apostle («Apóstol de los Apalaches»). Joseph se mudó a Jerusalén en 2010 y, a 2025, había vivido en la Iglesia del Santo Sepulcro en Jerusalén durante la mayor parte de la década anterior. Viajó a Filadelfia para la visita del papa Francisco a los Estados Unidos en 2015.
Considerándose evangelista y peregrino, José solo lleva una Biblia, un rosario y un cepillo de dientes. Intenta vivir enteramente según la divina providencia. Con barba poblada, cabello suelto y túnica larga, su apariencia se ha descrito como «jesúsica»; sin embargo, José afirma que no intenta representar a Jesús ni afirma serlo.
En 2007 se estrenó un documental titulado The Jesus Guy sobre Joseph.